# Göttinger Wald

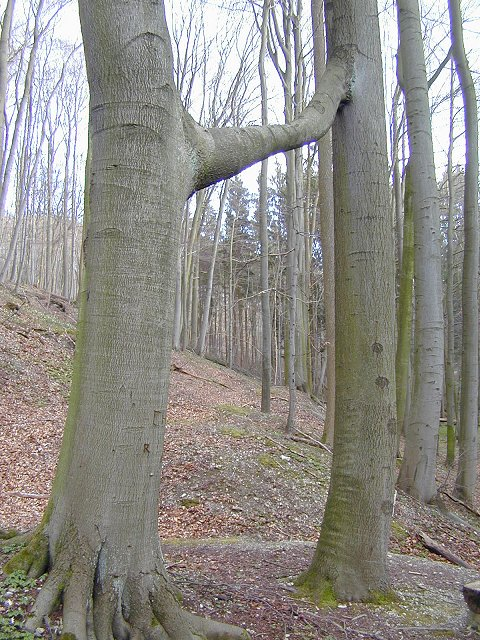
Die „Geschwisterbuche“ ist eine Sehenswürdigkeit im Göttinger Wald

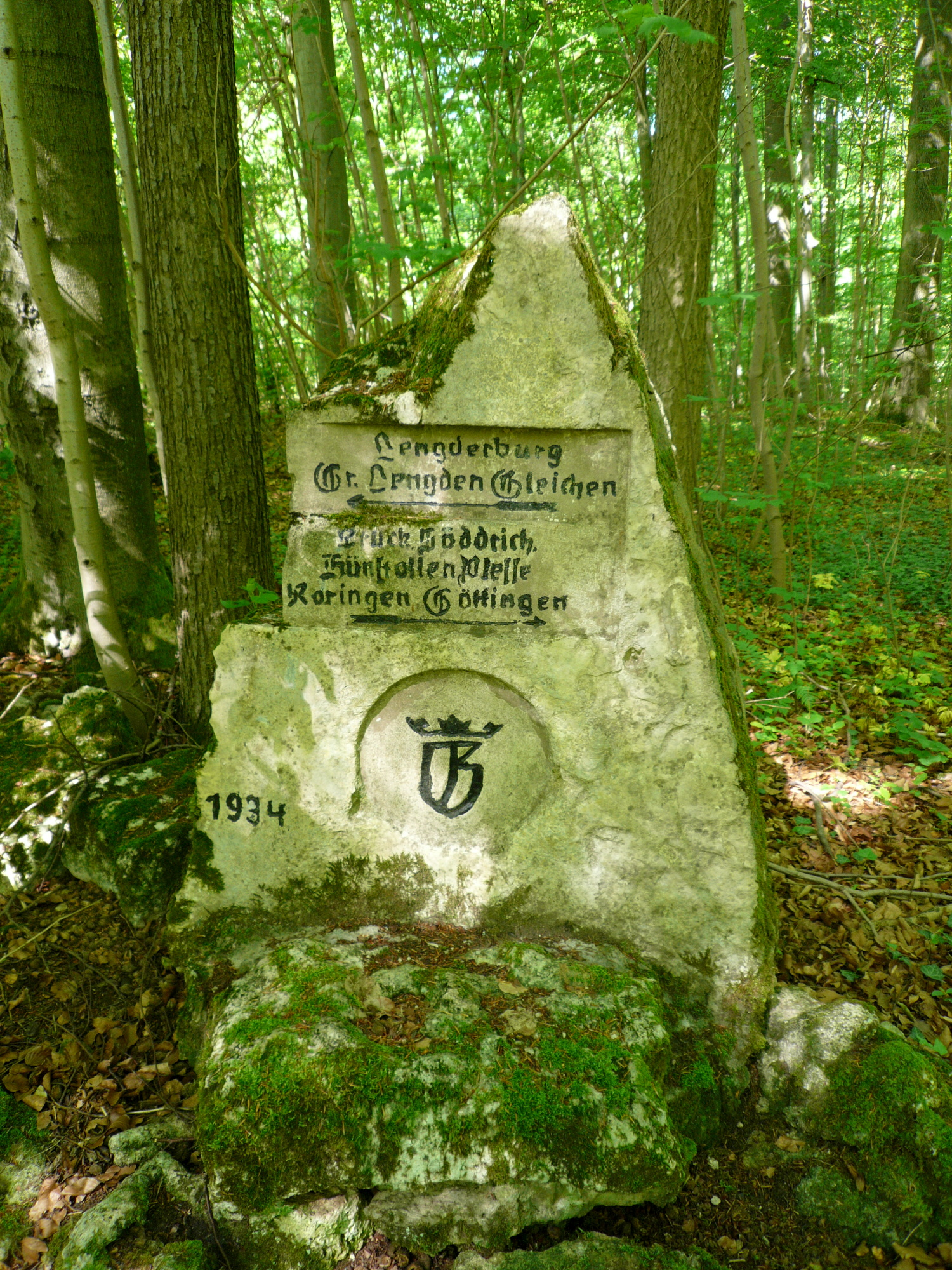
Alter Wegweiser im Göttinger Wald

Der Göttinger Wald ist ein bis 427,5 m ü. NHN hoher Mittelgebirgszug des Niedersächsischen Berglands in Südniedersachsen (Deutschland). Große Teile gehören zum Fauna-Flora-Habitat „Göttinger Wald“, das durch die Naturschutzgebiete „Göttinger Wald“, „Stadtwald Göttingen und Kerstlingeröder Feld“ und „Bratental“ sowie die Landschaftsschutzgebiete „Nordöstliche Göttinger Hochflächen“, „Göttinger Wald“ und Teile des Landschaftsschutzgebietes „Leinetal“ national gesichert ist.

## Geographie
Der Göttinger Wald, der äußerst waldreich gegliedert ist, erstreckt sich im Süden des Leineberglands, einem Teil des Niedersächsischen Berglands. Er liegt im Landkreis Göttingen östlich von Göttingen, unmittelbar südlich des Nörtener Walds, westlich des Untereichsfelds und nördlich des Reinhäuser Waldes. Alle drei Bergzüge zusammen bilden den Göttingen-Northeimer Wald. Einige Kilometer nordöstlich in Richtung Harz liegt der Höhenzug Rotenberg. Der Göttinger Wald liegt südlich des Rodebachs, ein paar Kilometer westlich des Seeburger Sees, nördlich der Garte und Bramke und wenige Kilometer östlich der Leine.
Angrenzende Ortschaften sind nordwestlich Bovenden, nordnordwestlich Nörten-Hardenberg, nördlich Billingshausen, nordöstlich Ebergötzen, östlich Landolfshausen, südöstlich Gleichen und südwestlich und westlich Göttingen.
Der Göttinger Wald fällt nach Norden, Osten und Süden überwiegend steil ab. Das Gebiet des Göttinger Waldes wird unterschiedlich abgegrenzt: einerseits im engeren Sinne als der südlich der B 27 gelegene Teil ohne den Plessforst, andererseits als Klettergebiet „Göttinger Wald“ mit nördlich, östlich und südlich angrenzenden Gebieten.

## Naturräumliche Zuordnung
Der Göttinger Wald als Teil des Niedersächsischen Berglandes wird wie folgt zugeordnet:
- (zu 37 Weser-Leine-Bergland)
  - (zu 373 Göttingen-Northeimer Wald)
    - 373.1 Göttinger Wald

## Geologie
Der Göttinger Wald wird von Sedimenten des Muschelkalks aufgebaut. In den Einschnitten des Lutter- und Bratentals stehen Schichten des Pleistozän und Holozän an. Der flächenmäßig größte und höchstgelegene Teil des Göttinger Waldes, nämlich die hochebenartigen Flächen des nördlichen Plessforstes vom Hünstollen bis zur Burg Plesse und des östlichen Teils von der Lengder Burg im Süden über die Mackenröder Spitze bis zum Södderich, werden von Schichten des unteren Muschelkalks bestimmt, während sich im stärker bewegten zentralen und westlichen Teil des Göttinger Waldes überwiegend Trochitenkalk und Ceratitenschichten des oberen Muschelkalks finden. In den Übergangsbereichen steht der mittlere Muschelkalk an. Im Bereich der Langen Nacht und des angrenzenden Hanges der Kleper findet sich ein langgestreckter Graben des Keuper, einzelne Einschlüsse des unteren Keuper sind auch im Südteil des Göttinger Waldes zu finden. Nördlich, östlich und südlich grenzen Gebiete des Buntsandsteins an den Göttinger Wald, im Westen pleistozäne Schluffe und schließlich der holozäne Auelehm des Leinetals.
Im Trochitenkalk und im unteren Muschelkalk wurden zahlreiche heute aufgelassene Steinbrüche angelegt, in denen der Kalkstein als überwiegendes Baumaterial der nahegelegenen Siedlungen gewonnen wurde. Die dünneren, plattigen und stark brüchigen Schichten wurden dagegen lediglich als Material beim Straßenbau und zur Befestigung der Wirtschaftswege verwendet. 
Die Kalkflächen des unteren und oberen Muschelkalks sind meist nur von einer dünnen Humusschicht überdeckt und bieten auch im Verwitterungszustand keinen hochwertigen Ackerboden. Siedlungen wurden daher fast nur in den Bereichen des mittleren Muschelkalks angelegt, in dem auch einige kleine Quellen entspringen.

## Berge
Zu den Bergen und Gipfeln des Göttinger Walds gehören – sortiert nach Höhe in Meter über Normalhöhennull (NHN) (in der Regel laut ):
| - Mackenröder Spitze (427,5 m) - mit nahem Aussichtsturm Harzblick (ca. 425 m) - Staneberg (425,5 m) - Hünstollen (423,7 m) - Roringer Spitze (ca. 406 m) - Hoherott (ca. 400 m) - Sauberg (391 m) – früher mit Standortübungsplatz - Ibenberg (387,6 m) - Wittenberg (ca. 386 m) – mit naher Burg Plesse - Büsteppe (387,2 m) - Lengderburg (383,5 m) – mit der Lengder Burg - Lippberge (Südkuppe, 383 m; Nordkuppe, ca. 377 m) | - Ratsburg (ca. 380 m) - Hainberg (ca. 356,3 m; bei Eddigehausen) - Hopfenberg (345,3 m) - Westerberg (340,2 m) - Kleperberg (332,1 m) - mit Bismarckturm von Göttingen (auf Bergkuppe) - Feldhornberg (324,8 m) - Hainberg (314,7 m; bei Göttingen) - mit einer der beiden Sternwarten Göttingens - mit nahem Eulenturm (ca. 250 m) - Lukasberg (313 m) |

## Fließgewässer
Zu den Fließgewässern im und am Göttinger Wald gehören: 
- Aue, entspringt im Nordteil des Göttinger Walds, verlässt ihn ostwärts, westlicher Zufluss der Suhle
- Garte, entspringt im Eichsfeld, passiert den Göttinger Wald im Süden, östlicher Zufluss der Leine
- Leine, passiert den Göttinger Wald im Westen, südlicher Zufluss der Aller
- Lutter, entspringt im Zentrum des Göttinger Walds, verlässt ihn nordwestwärts, westlicher Zufluss der Leine
- Rodebach, passiert den Göttinger Wald im Norden, westlicher Zufluss der Leine
- Suhle, entspringt im Südostteil des Göttinger Walds, verlässt ihn ostwärts, südwestlicher Zufluss der Hahle
- Weende, entspringt im Westteil des Göttinger Walds, verlässt ihn westwärts, westlicher Zufluss der Leine

## Sehenswertes

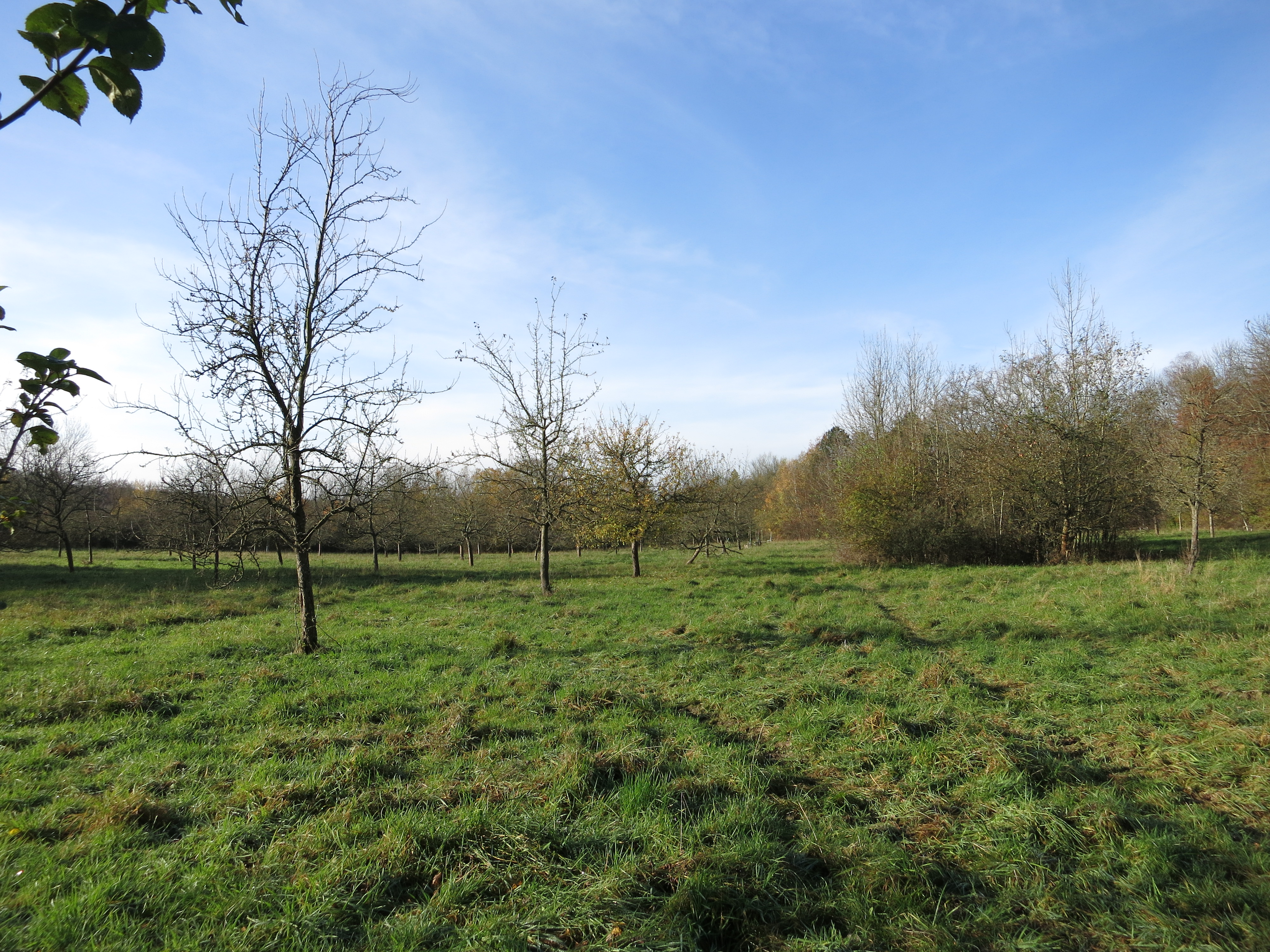
Auf dem Sengersfeld

Aussichtspunkte im Göttinger Wald sind der Bismarckturm von Göttingen (Kleperberg), der Eulenturm (nahe Kleperberg) und der Harzblick (ein Aussichtsturm nahe der Mackenröder Spitze).
Von historischem Interesse sind der Hünstollen (Berg mit Wallanlage, ehem. Fliehburg und Aussichtsturm), und die Ruinen der Rieswarte (ca. 352 m ü. NN), der Roringer Warte (ca. 325 m ü. NN) und der Burg Plesse (ca. 350 m ü. NN; nahe dem 386 m hohen Wittenberg).
Der Eibenwald am Hainberg (Eddigehausen, unterhalb der Burg Plesse) ist ein Naturdenkmal. Ökologisch von Bedeutung sind das Kerstlingeröder Feld, eine fast 200 ha große Freifläche im Göttinger Wald mit seltenen Pflanzen und Tieren und das Sengersfeld, eine im Jahr 1987 angelegte Streuobstwiese mit 49 verschiedenen, zum Teil sehr seltenen alten Obstbaumsorten.
Der Göttinger Wald ist Standort einer Außenstelle der Sternwarte Göttingen (nahe Kleper- bzw. Hainberg).